# Mikroregion Restinga Seca

Mikroregion Restinga Seca

Mikroregion Restinga Seca – mikroregion w brazylijskim stanie Rio Grande do Sul należący do mezoregionu Centro Ocidental Rio-Grandense. Ma powierzchnię 3.044,1 km²

## Gminy
- Agudo
- Dona Francisca
- Faxinal do Soturno
- Formigueiro
- Ivorá
- Nova Palma
- Restinga Seca
- São João do Polêsine
- Silveira Martins